# Telemaco
Telemaco (in greco antico: Τηλέμαχος?, Tēlémachos, «che combatte lontano», con riferimento al padre, che combatteva a Troia; in latino Telemachus), è un personaggio dell'Odissea. È il figlio di Odisseo e di Penelope.

## Il mito

### Origini
Secondo una versione della leggenda, nacque il giorno in cui Odisseo partì per la guerra di Troia e dovette attendere ben vent'anni prima di rivederlo. Secondo un'altra versione, Telemaco nacque prima della partenza del padre. Infatti, quando arrivarono a Itaca Menelao, Diomede e Palamede per convincere Odisseo ad andare a Troia insieme agli altri re greci, questo si finse pazzo. Gli eroi allora lo andarono a trovare nei campi, dove stava arando, e misero il piccolo Telemaco in fasce davanti ai buoi. Odisseo dovette per forza fermarsi per non uccidere il figlio, manifestando così la propria sanità mentale.

### I viaggi di Telemaco a Pilo e Sparta
Nei primi quattro libri dell'Odissea (la cosiddetta Telemachia) Telemaco, già adulto, parte alla ricerca del padre, su consiglio di Atena, presso le corti di Menelao a Sparta e Nestore a Pilo. Scoperto che Odisseo si trova nell'isola di Ogigia, decide di ritornare a Itaca. Ma lì lo aspetta Antinoo, capo dei Proci, che medita di ucciderlo.

Durante il viaggio Telemaco è accompagnato da Atena, dea della saggezza, che ha assunto l'aspetto di Mentore, al quale Odisseo lo aveva affidato prima di partire per la guerra di Troia.

### L'incontro con Odisseo

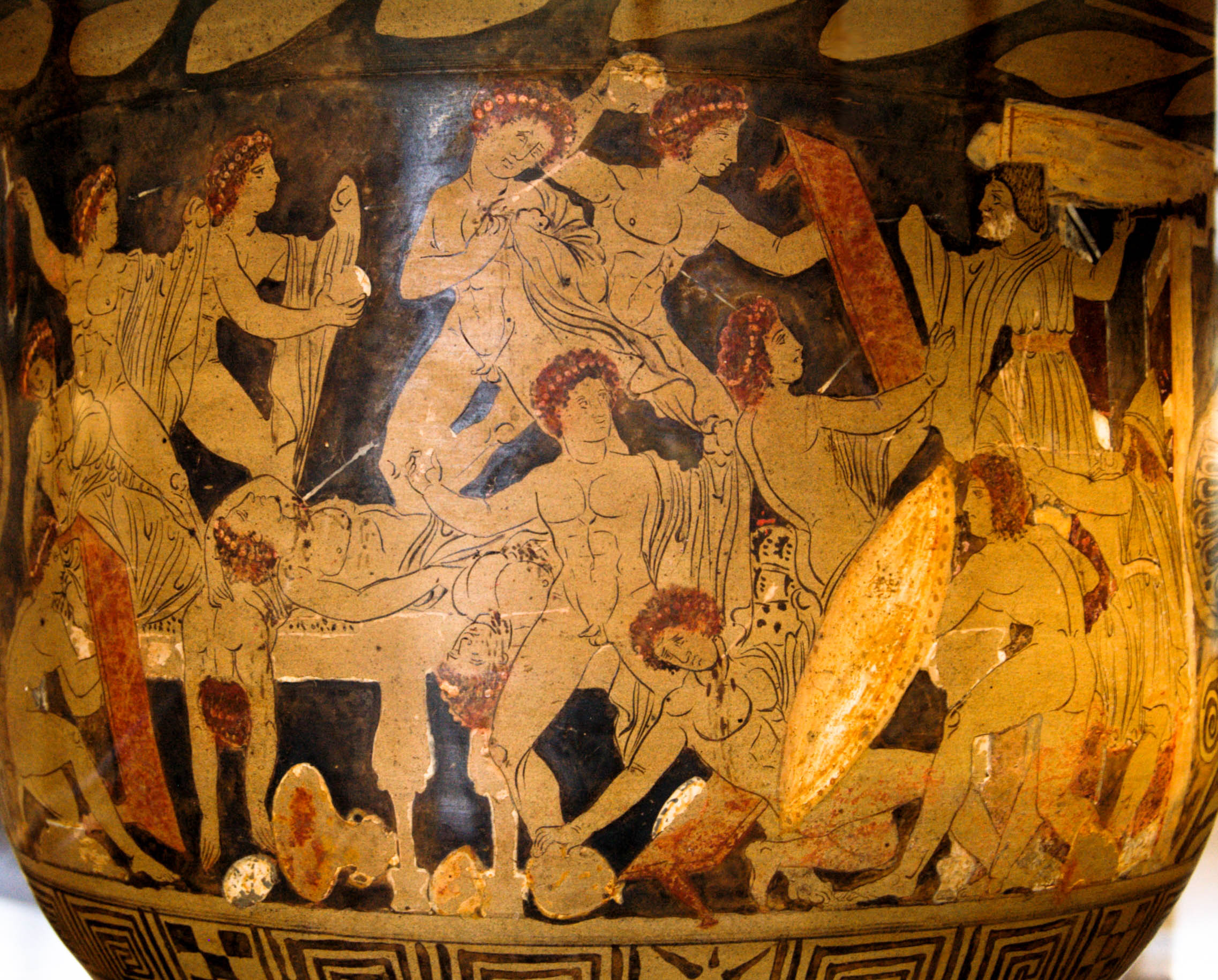
Lo sterminio dei pretendenti. Cratere a figure rosse, ca. 330 a.C., Louvre (CA 7124)

Contemporaneamente al ritorno di Telemaco a Itaca, anche il padre sbarca sull'isola grazie all'aiuto di Alcinoo, re dei Feaci, e Atena con un prodigio lo cela sotto le sembianze di un vecchio mendicante. 
L'ultima parte dell'Odissea (libri XIII – XXIII) è costituita dal racconto del ritorno in patria dell'eroe e della sua vendetta contro i proci. Atena trasforma Odisseo, appena approdato sulla costa di Itaca, in un vecchio mendicante e poi si reca da Telemaco, a Sparta, per spingerlo a tornare. Odisseo, intanto, viene ospitato da Eumeo, un porcaro che gli è rimasto fedele, e viene a sapere del comportamento dei proci. Il re decide quindi di vendicarsi e, dopo aver riabbracciato il figlio a cui svela la sua identità, decide di mettere in atto un piano per vendicarsi.

### Altri miti
Secondo la Telegonia, Telemaco sposò Circe dopo la morte del padre. Secondo Aristotele e Ditti Cretese invece, Telemaco sposò Nausicaa ed ebbe un figlio chiamato Persepoli o Ptoliporto.
Le tradizioni sulla sua morte variano a seconda degli autori. Secondo una tradizione del tutto aberrante, Telemaco intraprese con i suoi compagni un viaggio via mare per raggiungere un luogo. Mentre passava dalle coste della Campania incontrò le sirene, le ammaliatrici che invano avevano tentato di sedurre suo padre Odisseo molto tempo prima. Quando videro arrivare il figlio di colui che le aveva rifiutate, le fanciulle decisero di vendicarsi, si avventarono furibonde sulla nave di Telemaco e, sotto gli occhi sbalorditi dei compagni, lo uccisero e fecero scempio del suo cadavere, mutilandolo.
L'altra versione, ovvero quella che vuole Telemaco sposo di Circe, racconta diversamente la vicenda. Quando la dea scoprì che suo marito Telemaco si era appena macchiato del sangue di Cassifone, figlia sua e di Odisseo, si vendicò e cercò di ucciderlo. Saputolo, Telemaco respinse l'attacco di Circe e la uccise con un colpo di spada, ma, pentitosi del gesto, si uccise gettandosi da un'altissima rupe.
Per altri fu la stessa Cassifone a uccidere il giovane, a causa della crudeltà che aveva dimostrato verso la madre Circe, uccidendola.

## Telemaco nella letteratura e nell'arte

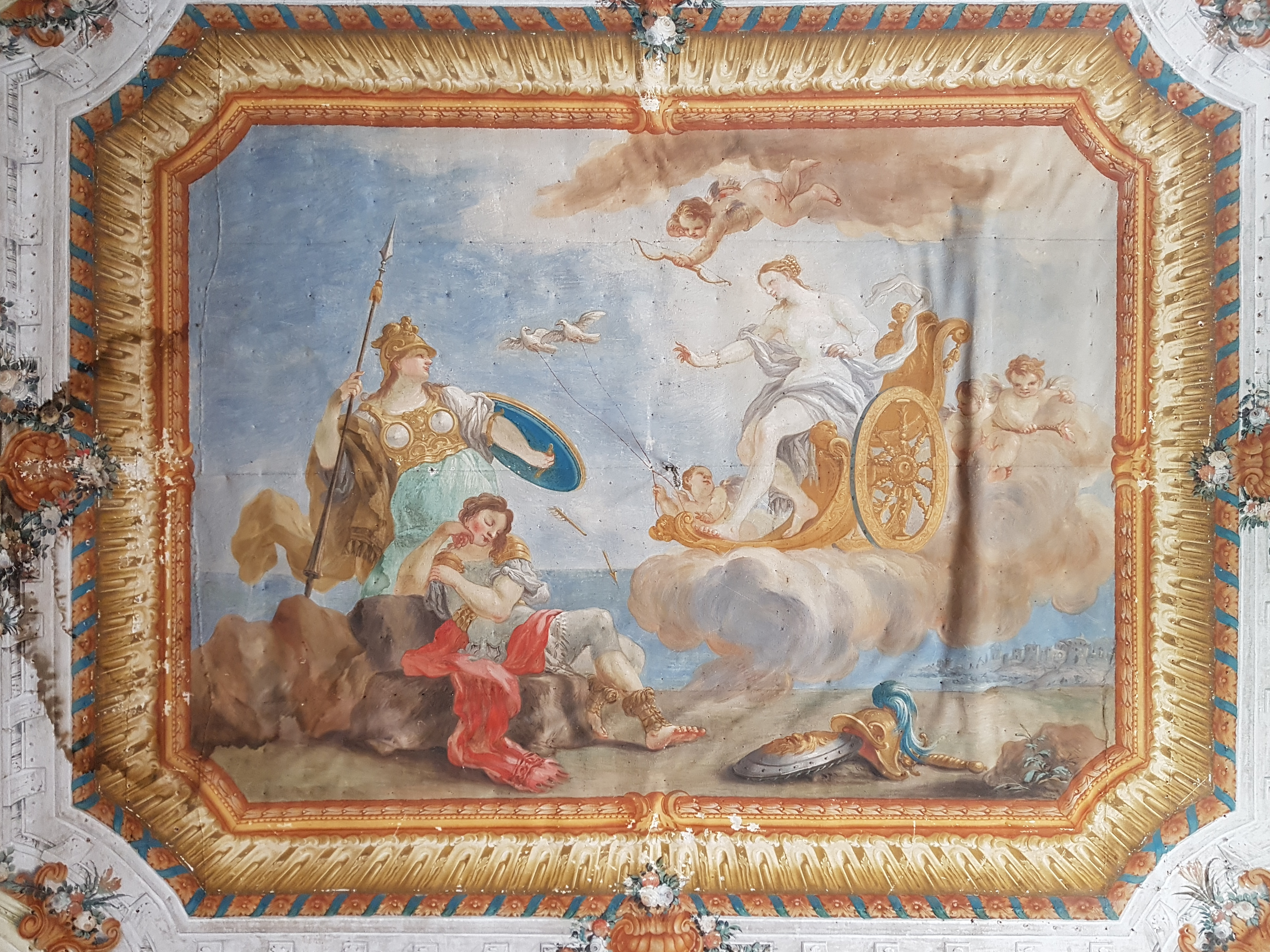
Disputa tra Atena e Afrodite, con Telemaco addormentato. Dipinto di scuola napoletana (1783 circa). Mola di Bari, palazzo Roberti-Alberotanza

- Les aventures de Télémaque (1699) è un romanzo di Fénelon.
- Nell'Ulisse di James Joyce il personaggio di Telemaco è reinterpretato nella figura di Stephen Dedalus.
- Telemaco è anche il titolo di un melodramma su musiche di Christoph Willibald Gluck.
- Telemaco è un'opera di Francesco da Paola Grua rappresentata a Monaco di Baviera nell'anno 1780.
- Telemaco è un dramma per musica di Alessandro Scarlatti rappresentato a Roma nel 1718.
- Telemaco nell'isola di Calipso è un'opera di Fernando Sor rappresenta per la prima volta a Barcellona il 25 agosto 1797.